# Nervozna anoreksija
Nervozna anoreksija (latinsko anorexia nervosa) ali živčno hujšanje je motnja hranjenja z izrazitim odporom do hrane in pomanjkanjem apetita.
Velikokrat nervozno anoreksijo napačno poimenujemo kar anoreksija; anoreksija ali neješčnost je splošni naziv za izgubo ali pomanjkanje apetita, ne glede na vzrok.

## Pregled
Nervozno anoreksijo sta leta 1873 prva opisala Ernest-Charles Lasègue in William Gull; tako gre za najdlje poznano obliko motenj hranjenja.
Bolezen je zlasti pogosta pri mlajših ženskah, ki imajo moteno zaznavanje lastnega telesa – kljub dejanski nedohranjenosti imajo občutek, da so še zmerom predebele. Bolniki vso samozavest definirajo z zmožnostjo obvladovanja telesne teže.
Nervozna anoreksija je z okoli 0,7-odstotno prevalenco med najstnicami sicer redkejša od bulimije, vendar kaže slabšo prognozo. Povečini se bolezen pojavi v najstništvu in se običajno začne z dieto, ki sčasoma uide izpod nadzora. Redko se lahko pojavi tudi v odraslem obdobju ali celo pred nastopom pubertete. Le eden od dvanajstih bolnikov je moškega spola.
V nekaterih primerih je bolezen kratkotrajna in ne potrebuje terapije ali pa je tudi krajša terapija uspešna. Lahko pa gre z dolgo časa trajajočo obliko bolezni, ki se ne odziva na nobeno od terapij. Za posledicami nervozne anoreksije umre okoli 10 % bolnikov.

## Simptomi
Glavni znak bolezni je samoizzvana izguba telesne teže, ki jo oseba doseže z manjšim vnosom hrane. Bolniki se izogibajo zlasti hrani, ki velja za redilno. Nekateri bolniki hujšajo s pomočjo zdravil (anorektikov, odvajal ali diuretikov), bruhanja ali s pretirane telesne dejavnostji. Bolniki z živčnim hujšanjem se lahko mestoma vedejo podobno kot bulimiki in imajo nenadne napade nažiranja ter sledečega bruhanja. Glavna razlika med živčnim hujšanjem in bulimijo je ta, da imajo anorektiki zmeraj indeks telesne teže pod 17,5. Posledice so med drugim tudi hormonske motnje. Pri ženskah pride do izostajanja menstruacije (amenoreja), vendar le, če ne uživajo kontracepcijskih tablet. Če bolezen nastopi pred puberteto, se ustavi telesna rast in pri dekletih se ne razvijejo dojke.
Med psihične simptome sodi neprestano razmišljanje o prehrani in telesni teži.

## Telesne posledice
Živčno hujšanje je huda, lahko smrtna bolezen. Telesne posledice povzroči zlasti skrajna izguba telesne teže:
- Srce: bradikardija, znižan krvni tlak, motnje na EKGju (podaljšan QT-interval), motnje v ritmu srčnega utripa.
- Kri: motnje v ravnovesju elektrolitov (hipokaliemija, hipoglikemija), znižana koncentracija belih krvničk in krvnih ploščic.
- Hormoni: znižane koncentracije spolnih hormonov (LH, FSH, estrogen) ter posledično amenoreja, neplodnost, zmanjšana spolna sla; znižane koncentracije ščitničnih hormonov; povišani glukokortikoidi.
- Kosti: osteoporoza.
- Zobje (v primeru pogostega bruhanja): erozije zaradi želodčne kisline, zobna gniloba.

Bolniki so občutljivejši na mraz kot zdravi ljudje; imajo lahko tudi znižano telesno temperaturo. Nadaljnja simptoma sta omotica in omedlevica. Koža lahko postane suha, na hrbtu, rokah in po obrazu lahko zraste puh.
Okoli 10 % bolnikov umre za posledicami bolezni – bodisi zaradi srčnega zastoja, okužb ali drugih komplikacij bodisi storijo samomor.

## Anoreksija in gnus
Veliko je govora o strahu, ki naj bil čustvo, ki je najbolj vpleteno v fenomen anoreksije nervoze. Povezovanje izrazov »strah pred pridobivanjem teže«, in »strah pred debelostjo« pa se lahko povezuje tudi z gnusom, ki ga osebe z anoreksijo kažejo proti hrani, vnosom le-te, in zaznave njihovih lastnih teles.
Ruth Aharoni in Marianne M. Hertz (2012)  sta na Danskem raziskovali občutljivost za gnus v vzorcu oseb z anoreksijo nervozo. Vključene so bile ženske diagnosticirane z anoreksijo nervozo (klinična skupina), ki so bile zdravljene na psihiatričnem oddelku za motnje hranjenja v Kopenhagnu, ter ženske brez diagnoze motnje hranjenja. V klinični skupini so bile tako osebe s purgativnim tipom, kot osebe z restriktivnim tipom anoreksije nervoze. Obe skupini sta izpolnili vprašalnik občutljivosti na gnus (DSQ). Rezultati so pokazali, da je klinična skupina posameznic (torej diagnosticiranih z anoreksijo nervozo) v primerjavi s primerjalno skupino (zdrave posameznice) dosegala zvišano občutljivost na gnusne dražljaje na vseh podkategorijah vprašalnika. Nadaljnja primerjava med osebami s purgativnim tipom, ter restriktivnim tipom anoreksije ni pokazala znatnih razlik pri občutljivosti na gnus v nobeni podkategoriji, razen v produktih/izločkih telesa (bruhanje in urin), kjer so osebe s purgativnim tipom anoreksije pokazale manjšo občutljivost na le-te gnusne dražljaje (glej tudi bulimija).
V anoreksiji nervozi je najbolj poudarjeno izogibanje hrani in situacijam povezanih z vnosom hrane. Danes je s pomočjo izvedenih raziskav mogoče potrditi, da je gnus čustvo, ki je poleg strahu najpomembnejše čustvo izogibanja.